# 大花草科
大花草科（学名：Rafflesiaceae）属真双子叶植物金虎尾目，是一类生长在东南亚的寄生植物，其中阿诺尔特大花草的花是世界上所有植物中最大的花。

## 分类
在金虎尾目之中，大戟科（Euphorbiaceae）与本科的关系最亲近，其次是蚌壳木科（Peraceae）。
自2003年APG II分类法发表以来，本科受广泛承认的只有3属约22种，即：
- 大花草属 Rafflesia
- 藤寄生属 Rhizanthes
- 寄生花属 Sapria

### 沿革
在过去，克朗奎斯特分类法将其单列为大花草目，并将其他一些寄生植物也列入其中，包括9个属，共约50种：
- 风生花属Apodanthes
- 美洲簇花草属Bdallophyton
- 云生花属Berlinianche
- 簇花草属Cytinus
- 帽蕊草属Mitrastemon
- 豆生花属Pilostyles
- 大花草属Rafflesia
- Rhizanthes
- 寄生花属Sapria

1985年塔赫塔江分类法将其分为4族（Harms 1935，被Takhtajan et al. 1985支持）：
- 大花草族：大花草属, 藤寄生属, 寄生花属
- 离花族：风生花属，云生花属，豆生花属
- 簇花草族：美洲簇花草属，簇花草属
- 帽蕊草族：帽蕊草属

1990年代开始有学者认为这些族应该分出来成为独立科，2003年APG II分类法将本科列为系属有待厘清的科，其目级分类地位未定。
2004年的分子学研究证实原来分入大花草科的植物是多种起源的多系群，4个族都单独各列为一个“科”（大花草科、离花科、簇花草科、帽蕊草科）；同年的遗传学研究进一步显示本科应当包含在金虎尾目之中，获2009年的APG III分类法所承认。至APG IV，已确定离花科属葫芦目，簇花草科属锦葵目，帽蕊草科则属杜鹃花目。